# Shigatse Peace Airport
Shigatse Peace Airport (kinesiska: 日喀则和平机场, Rìkāzé Hépíng Jīchǎng) är en flygplats i Kina. Den ligger i den autonoma regionen Tibet, i den sydvästra delen av landet, omkring 180 kilometer väster om regionhuvudstaden Lhasa. Shigatse Peace Airport ligger 3 801 meter över havet.
Runt Shigatse Peace Airport är det ganska glesbefolkat, med 29 invånare per kvadratkilometer. Närmaste större samhälle är Jangdam, 6,4 km väster om Shigatse Peace Airport. Trakten runt Shigatse Peace Airport består i huvudsak av gräsmarker.
Genomsnittlig årsnederbörd är 600 millimeter. Den regnigaste månaden är juli, med i genomsnitt 201 mm nederbörd, och den torraste är januari, med 2 mm nederbörd.